# Ernst August Weiss
Ernst August Weiß  (ou Weiss; Estrasburgo, 5 de maio de 1900 – 9 de fevereiro de 1942, em um hospital de campo nazista próximo ao Lago Ilmen) foi um matemático alemão.

## Vida e educação
A partir de 1906 frequentou o Liceu de Metz, a Luther school e em 1910–1912 o Schiller Gymnasium em Münster, e em 1912–1917 o Mommsen-Gymnasium em Berlim, onde obteve o Notabitur. Foi voluntário do Corpo de Engenharia Militar alemão na Primeira Guerra Mundial, participando da guerra de exaustão próximo a Reims e Soissons, sendo capturado em 26 de setembro de 1918 durante a batalha de tanques próximo a Cheppy por soldados dos Estados Unidos.:255 Após ser solto em setembro de 1919 estudou matemática na Universidade de Hanôver e em 1920–1924 na Universidade de Bonn, onde obteve um doutorado em março de 1924:256 e a habilitação em maio de 1926.:257 Em agosto de 1926 casou com a física Eva Renate Bidder.
Foi palestrante convidado do Congresso Internacional de Matemáticos em Zurique (1932).

## Publicações selecionadas
- Weiß, E. A. (1935). Einführung in die Liniengeometrie und Kinematik. Leipzig & Berlin: Teubner[4]
- Weiß, E. A. (1939). Punktreihengeometrie. Leipzig & Berlin: Teubner[5]